# Josef Keil
Josef Keil, avstrijski zgodovinar, epigraf, arheolog in akademik, * 1878, Reichenberg (današnji Liberec v severni Bohemiji, Češka), † 1963, Dunaj.
Leta 1904 je začel svojo znanstveno pot kot tajnik na Avstrijskem arheološkem inštitutu v Smirni (današnji Izmir, Turčija). Sodeloval je pri izkopavanjih po celotni Mali Aziji. 
Na Univerza v Greifswaldu je bil profesor med letoma 1927 in 1936, na Univerzi na Dunaju pa med letoma 1936 in 1945. Med letoma 1945 in 1949 je bil generalni tajnik Avstrijske akademije znanosti. Leta 1949 je postal direktor Avstrijskega arheološkega inštituta, skupaj z Walterjem in Eichlerjem.
1. 1 2  Record #116094346 // Gemeinsame Normdatei — 2012—2016.
2. 1 2 3  Nacionalna zbirka normativnih podatkov Češke republike